# Jerzy Budnik
Jerzy Feliks Budnik (Wejherowo; 30 de Maio de 1951 —) é um político da Polónia. Ele foi eleito para a Sejm em 25 de Setembro de 2005 com 8396 votos em 26 no distrito de Gdynia, candidato pelas listas do partido Platforma Obywatelska.
Ele também foi membro da Sejm 1997-2001 e Sejm 2001-2005.